# Округ Морган (Колорадо)
Морган (енгл. Morgan County) је округ у америчкој савезној држави Колорадо. По попису из 2010. године број становника је 28.159. Седиште округа је град Форт Морган.

## Демографија
Према попису становништва из 2010. у округу је живело 28.159 становника, што је 988 (3,6%) становника више него 2000. године.
| Група             | 2000.          | 2010.          |
| Белци             | 18.191 (67,0%) | 17.370 (61,7%) |
| Афроамериканци    | 91 (0,3%)      | 808 (2,9%)     |
| Азијати           | 47 (0,2%)      | 140 (0,5%)     |
| Хиспаноамериканци | 8.473 (31,2%)  | 9.506 (33,8%)  |
| Укупно            | 27.171         | 28.159         |